# Splatoon 3
Splatoon 3 es la tercera entrega de la serie Splatoon. Es la secuela del exitoso juego de disparos en tercera persona, Splatoon 2, de 2017, desarrollado y publicado por Nintendo para la consola Nintendo Switch. Al igual que su predecesor, fue lanzado exclusivamente en todo el mundo el 9 de septiembre de 2022.
Se reveló por primera vez en el Nintendo Direct del 17 de febrero de 2021.

## Argumento
El juego tiene lugar en la región de Tintelia, habitado por los inklings y los octolings endurecidos por la batalla. La historia tiene lugar aproximadamente un año y medio después de los eventos del festival Caos vs Orden, en una ciudad llamada Tintelia (también conocida como la "ciudad del caos"), estacionada dentro de la misma región desértica. 
Esta nueva entrega tendrá lugar fuera de Cromópolis; el jugador se adentrará en una nueva región llamada Tintelia. Se encuentra lejos de Cromópolis, el escenario principal de los dos primeros juegos de la serie. El desarrollo de la ciudad aumentó rápidamente a medida que más Inklings y Octolings comenzaron a trasladarse a la ciudad del caos.
El resultado del Splatfest de 2019 de Splatoon 2 es probablemente la razón por la que el diseño del juego parece estar inspirado en el caos.

### El regreso de los Mamíferos
Al seguir al anciano calamar Capitán Cuttlefish por una alcantarilla, el jugador y su amigo Smallfry (también conocido como "Little Buddy") se encuentran en un cráter cubierto con un cieno letal y difuso y deben luchar contra los octarianos cubiertos de piel; Smallfry puede comer y destruir parte del exudado. Cuttlefish recluta al jugador como el Agente 3 del New Squidbeak Splatoon y le asigna la tarea de recuperar el Great Zapfish, que una vez más desapareció, que alimenta a Splatsville. Mientras viajan por el cráter, intentan contactar a los Agentes 1 y 2, Callie y Marie de las Squid Sisters, para que los recojan. Sin embargo, su conversación es interceptada por el líder octariano DJ Octavio, quien acusa a Cuttlefish de llevarse a sus guerreros octarianos y niega haber tomado el Zapfish. El suelo se abre, enviando al Agente 3 y Smallfry cayendo en los restos de una ciudad subterránea, también cubierta con el cieno borroso y que contiene un cohete masivo en el centro. Se encuentran con Callie, Marie y el Capitán (el protagonista del primer juego), quienes les piden que exploren la ciudad y encuentren a Cuttlefish. Con la ayuda de una inteligencia artificial llamada O.R.C.A, exploran la ciudad, que los difusos octarianos han convertido en una base. A veces se ven obligados a luchar contra los ídolos de Splatlands, Deep Cut (compuesto por Frye, Shiver y Big Man), quienes afirman que la ciudad contiene un tesoro valioso (que parece no ser más que montones de chatarra) y lo quieren para ellos. Mientras el Agente 3 explora, descubren que Cuttlefish ha sido capturado por el director ejecutivo de Grizzco, el Sr. Grizz, quien también ha robado el Zapfish y el ejército octariano.
La parte de la trama que abarca en The New Squidbeak Splatoon, deduce que Cuttlefish debe estar en el cohete y construye una cortadora de césped usando los tesoros, que usan para cortar el cieno borroso alrededor del cohete. Deep Cut, que había estado buscando el tesoro para ayudar a los ciudadanos de Splatsville, recibe el tesoro porque New Squidbeak Splatoon ya no lo necesita. Forman una alianza con New Squidbeak Splatoon y se convierten en empleados de Squid Sisters. El Agente 3 sube al cohete, alcanzando a Cuttlefish deshidratado y muerto y al Sr. Grizz, quien se revela como un oso enorme y uno de los únicos mamíferos que quedan. Grizz explica que, impulsado por el Gran Zapfish y los huevos de salmón dorado, el cohete está preparado para explotar y cubrir toda la Tierra con un cieno borroso. Mientras Cuttlefish revive en forma de calamar primitivo por las lágrimas del Capitán, Grizz lanza el cohete, pero Deep Cut le da al Agente 3 un impulso hacia él con la ayuda de sus anguilas y tiburones domesticados y un equipamiento espacial. El Agente 3 y Smallfry van tras Sr. Grizz, quien intenta estrellarse contra el planeta como último esfuerzo y los vence pese a sus esfuerzos. Sin embargo, DJ Octavio llega en su mecanismo ya mejorado y ayuda al Agente 3 a aspirar el exudado borroso mientras Smallfry se convierte en un "Hugefry" y lucha contra el Sr. Grizz sobre el cohete. El Agente 3 y compañía finalmente derrotan a Grizz y se destruye el cohete con una explosión masiva del propio cieno difuso de Grizz, dejándolo aceptar su derrota antes de que el cohete explote. El Agente 3, Smallfry y Octavio regresan a la Tierra con Great Zapfish, y Deep Cut continúa trabajando con las Squid Sisters y estrenando su último sencillo. Durante los créditos, se muestra que Grizz sobrevivió y se lo ve flotando en el espacio.

### La Cara del Orden
La historia tiene lugar en "lo que ha sido del" Centro de Cromópolis, el centro principal de Splatoon 2, en "lo que habría pasado" si el Equipo Orden hubiera vencido al Equipo Caos.
Agente 8, el protagonista de Octo Expansion, ha sido transportado inesperadamente a un mundo misterioso construido con sus propias reglas únicas. Se despierta y encuentra lo que parece ser el Centro de Cromópolis, de repente sin color y deshabitada. Tiene el desafío de ascender a una torre que cambia la estructura del piso cada vez que se ingresa y que misteriosamente ha reemplazado al Vestíbulo, ya que "algo quiere ordenar el mundo entero". Perla, transformada en un dron, acompaña a Agente 8 y lo ayuda en el combate.
Acht (también conocido como Dedf1sh), ha "entrado" en el mundo y parece viajar entre los Pisos junto al Agente 8 dentro de un ascensor único de la torre. Después de liberar a Marina de una máquina en el piso 10, Agente 8 y Perla se enfrentan a un ser que se hace llamar Ordon. Los 3 son expulsados de la torre después de que éste declara su objetivo de establecer un mundo de orden puro.
Cuando regresan al suelo de la tierra, Marina revela que, de hecho, es parte de un prototipo de sistema de realidad virtual que ella diseñó llamado "el Pastiverso", y que la "plaza principal" es el Distrito del Orden y esa torre se llama la Torre del Orden. Originalmente estaba destinado a revertir el proceso de desinfección y a guiar a todas las víctimas de la sanitización provocado por la Compañía Pastec. Sin embargo, una de sus creaciones, Ordon tomó el control del Pastiverso, comenzando a conectar por la fuerza a las personas al sistema para comenzar a construir un mundo de orden perfecto donde no existe el pensamiento independiente. Al convertir a sus víctimas en una escala de grises, eventualmente podrá imponer su mundo ideal a la realidad. Ahora, Agente 8, las Cefalopop (nombre del dueto formado por Perla y Marina) y Acht deben volver a la Torre del Orden, superando desafíos bajo ciertas reglas para luego detener a Ordon.
El Agente 8 vuelve a entrar en la Torre, aunque con Marina apoyándolos desde el ascensor mientras les proporciona y después de muchos intentos fallidos, logra llegar al 30° piso, donde se da el enfrentamiento final. Marina intenta explicar a Ordon por qué su idea de un mundo perfecto es disfuncional, sin embargo, Ordon falla debido al concepto de su creador negándolo antes de decidir que el Agente 8 y todo lo caótico debe ser destruido, evolucianándose a Ordominio y dando inicio a la pelea. El Agente 8 lucha contra Ordominio, pero es demasiado fuerte y activa un programa que activa una Decoloración masiva a todo el mundo, noqueando al Agente 8 y a todos.
Agente 8 "recupera el ritmo" y se despierta. Marina y Acht, en un acto de resistencia a Ordominio, comienzan a dar una música. Pearl declara que el "espectáculo no se detiene" y suelta un inmensamente poderoso gritp que destruye gran parte de la Sala de Control. El Agente 8 se levanta para una segunda rona, pero descubren que Ordominio vació su Paleta y colocó las fichas de color dentro de algunos portales. Destruyen los portales y toman las fichas, que se revelan sobresaturadas, lo que hace que sus efectos se amplifiquen en gran medida. Cuando se destruye la barrera de Ordominio, Perla activa un Lamento de Color usando las fichas y se las dispara a Ordominio, lo que hace que funcione mal e implosione como resultado de la sobrecarga de color.
Después de la destrucción de Ordominio, reaparece como un pequeño pulpo indefenso y restringido llamada Pulpín y se enoja porque el Agente 8 "arruinó [su] mundo perfecto de orden". Perla y Marina declaran en broma que "no hay mucho de qué preocuparse aquí" y se van con el Agente 8 y Acht en un ascensor que aparece en el medio de la Sala de Control, dando por resuelto el problema, saliendo finalmente del trance del mundo virtual y despertar en el mundo real, mientras aparecen los créditos finales.

## Sistema de juego
Al igual que sus predecesores en la serie Splatoon, el juego consiste en partidas competitivas multijugador en línea junto con un modo para un jugador basado en la historia.
Splatoon 3 tiene una jugabilidad similar a las entradas anteriores de la serie, que han sido disparos en tercera persona. Al regresar del juego anterior, los jugadores tienen la capacidad de elegir entre inklings y octolings como su personaje de jugador, aunque se incorpora también en tener un amiguito salmónido llamado "Smallfry". Manejan armas que disparan tinta de colores. Cada tipo de arma tiene diferentes habilidades; Las armas normales tipo pistola tienen un alcance medio para atacar, pero son menos efectivas para pintar el suelo, mientras que otras armas, como los rodillos de pintura grandes, pueden cubrir grandes cantidades de tinta, pero solo pueden usar de forma predeterminada el combate a corta distancia para la defensa. Splatoon 3 amplía esto agregando nuevas armas principales y especiales al juego. Los inklings y octolings también tienen la capacidad de transformarse en criaturas de calamar/pulpo, que se utilizan para escalar paredes cubiertas de tinta o nadar a través de la tinta más rápido de lo que las formas humanoides pueden caminar. Las armas tienen una cantidad finita de munición de tinta, y entrar en forma de calamar las repone más rápido que en forma humanoide.
Nintendo confirmó que regresará el modo de juego Territorial; en Territorial, dos equipos de cuatro jugadores compiten para cubrir la mayor parte del área del mapa con sus respectivos colores de tinta. Cada equipo puede cubrir un área cubierta por los oponentes con su color a cambio, y la tinta del oponente no es transitable y debe cubrirse para atravesar el campo de manera segura. Cada inkling y octoling está equipado con un conjunto de armas, elegido antes de cada partida, y cada conjunto viene con armas secundarias y especiales adicionales además de su arma principal. Las armas secundarias son otras formas de cubrir el campo con tinta; por ejemplo, aspersores que pueden arrojarse para disparar tinta en un radio circular y bombas que hacen explotar la tinta al impactar contra el suelo. Cuando un Inkling cubre suficiente tierra con tinta, puede usar su arma especial, que son formas poderosas de cubrir el área con tinta. Las armas y otras formas de ataque pueden causar daño a los jugadores rivales; cuando se da suficiente daño, "aplastarán" a su oponente, lo que los obligará a reiniciar desde su ubicación inicial. Los partidos de Territorial duran tres minutos, y el equipo que cubra un porcentaje más alto del campo es declarado ganador. También regresarán los 4 modos de juego del combate competitivo (Torre, Pintazonas, Almejas y Pez Dorado) siguiendo las mismas reglas que el juego predecesor, solo que ahora el modo se llama Combate Caótico.
El centro principal de Splatoon 3 se llamará Tintelia, también llamada "la ciudad del caos", que estará ubicada fuera de la ubicación habitual de Cromópolis.  Al igual que los juegos anteriores de la serie, este juego tendrá una campaña para un jugador. Se reveló que la historia de Splatoon 3 se titulará "El regreso de los mamíferos" y una de las ubicaciones se llamará Alterna. La campaña para un jugador se centrará en la reaparición de los mamíferos.
Los jugadores tendrán acceso a nuevas técnicas de movimiento para esquivar ataques y ampliar las posibilidades de ataques. El "rollo de calamar" les permite saltar y girar fuera de su tinta, y una "oleada de calamar/pulpo" les permite nadar rápidamente por paredes cubiertas de tinta y saltar en la parte superior. También se incorpora nuevas funciones en Tintelia, como los accesorios, los casilleros, el combate carta territorial, entre otros.
En la región de Tintelia, los jugadores entran al campo de batalla con el dron generador. Flota sobre el escenario detrás de cada base y permite a los jugadores apuntar a la ubicación de despliegue deseada dentro de un cierto alcance. Después de elegir dónde desplegar, el dron generador lanza a los jugadores a esa ubicación en forma de calamar o pulpo de una manera similar a un Super Jump. Los puntos de generación regulares todavía están presentes en el escenario, pero no se ha confirmado que sean utilizables.
Para el modo Salmon Run: Next Wave, seguirá con las mismas reglas del modo, regresan los salmónidos normales, pequeños y agallones y los 8 grandes salmónidos. Además se incorpora 4 nuevos grandes salmónidos: Viga, Chapótero, Tapaollas y Artilleroide. Más un gigante salmónido que aparece por cierta ocasión. También se incorpora la opción en que los jugadores lanzen los huevecillos de oro unos a otros o a la nasa pesquera, aunque eso consume gran parte de su tinta. También está el modo Big Run, donde se trata de que los salmónidos ocuparán uno de los escenarios habituales de los combates amistosos y caóticos.

## Desarrollo
Splatoon 3 se anunció por primera vez con un avance en un Nintendo Direct el 17 de febrero de 2021. El tráiler reveló nuevos elementos, armas y habilidades, incluido un Ink Bow y un nuevo diseño apocalíptico. Se revelaron más detalles más tarde ese año en septiembre, incluido el nombre del modo para un jugador de Splatoon 3: Return of the Mammalians. El juego se lanzó a nivel mundial el 9 de septiembre de 2022.
Un tráiler del modo cooperativo "Salmon Run" de Splatoon 3 se estrenó en un Nintendo Direct el 9 de febrero de 2022.
El 22 de abril de 2022, Nintendo subió un video a YouTube que muestra la jugabilidad del modo de juego "Turf War", además de proporcionar una fecha de lanzamiento exacta.
En julio de 2022, Nintendo anunció una edición especial del modelo OLED de Nintendo Switch con el tema del juego, con fecha de lanzamiento del 26 de agosto de 2022. Además, la compañía también anunció un controlador Pro con el tema de Splatoon 3 y un estuche de transporte, que se lanzó junto con el juego.
El 10 de agosto de 2022, Nintendo transmitió un Nintendo Direct centrado en Splatoon 3, que reveló la fecha del estreno mundial de Splatfest del juego. Nintendo también anunció que el juego sería compatible con amiibo, con varias figuras nuevas que se pueden usar para tomar fotos con los personajes en el juego y recibir artículos de equipo especiales, similar a los títulos anteriores de Splatoon. También presentó 3 nuevos personajes "ídolos" (conocidos colectivamente como Deep Cut) llamados Shiver, Frye y Big Man (Megan, Angie y Rayan en español). El 25 de agosto de 2022, se transmitió una presentación de Nintendo Treehouse que mostró el modo historia para un jugador, el lobby multijugador, junto con armas y mapas multijugador. El evento Splatfest World Premiere previo al lanzamiento se llevó a cabo los días 27 y 28 de agosto de 2022 con el tema de piedra, papel o tijera.

### Música
El tráiler contiene un nuevo remix rockero de Splattack!, diferente tanto de la versión original de Splatoon como del remix de Octo Expansion. Actualmente se desconoce si este remix se incluirá en el juego o si fue creado solo para el avance. Este remix parece sugerir que la música del juego seguirá un estilo más rockero, especialmente considerando que el tema general del juego aparentemente se basa en que Caos gana el último festival.

### Promoción
Splatoon 3 se anunció por primera vez en la presentación de Nintendo Direct de febrero de 2021, revelando el nuevo escenario para el juego según lo determinado por los eventos del festival final de Splatoon 2. Se mostró nuevo contenido de éste en el Nintendo Direct del 24 de septiembre de 2021, revelando sus principales escenarios donde abarcarán sus combates y la historia (entre sí), y se espera que sea el videojuego más vendido del año 2022 para Nintendo Switch, según críticas de usuarios expertos. Por otra parte, en el Nintendo Direct de febrero de 2022, se presentó el actualizado modo de juego ya presente en Splatoon 2: Salmon Run; con el nombre, en este caso, de Salmon Run: Next Wave.
El 8 de febrero del 2023, Nintendo anunció a través de Nintendo Direct el contenido descargable del juego, titulado Pase de Expansión, donde se formará 2 entregas. La primera entrega, titulada "Cromópolis" consta la adicción de la ciudad de Cromópolis, como muestra de nostalgia de la primera entrega de la saga, introducciendo antiguos y nuevos miembros de las tiendas de armas, accesorios, ropa y calzado; y durante los festivales se presentarán las Squid Sisters. Esta primera entrega ya fue estrenada el 28 de febrero. Mientras tanto, la segunda entrega, titulada "La Cara del Orden" consiste a una nueva historia donde se ambienta en un pueblo fantasma, y que estarán las Cefalopop de Splatoon 2 en ello. Tiempo después, el 14 de septiembre, a través de un nuevo Nintendo Direct, se transmitió un nuevo trailer de la segunda entrega, donde se nota que el personaje principal es el/la Agente 8 de Splatoon 2: Octo Expansion y que será acompañado(a) por Perla de las Cefalopop que por una razón desconocida es un dron viviente. Los 2 personajes tendrán que entrar a la Torre del Orden (anteriormente el Vestíbulo de Splatoon 2) donde con cientos de combates, tendrán mejoras mientras vayan a resolver el enigma, mientras que serán guiados por Acht (más conocida como Dedf1sh quien ha hecho el soundtrack de los combates en Splatoon 2: Octo Expansion). Finalmente, se confirma que a las 10 de la mañana (hora chilena) del día 24 de enero del 2024 que se hará el lanzamiento oficial el 22 de febrero del 2024.

## Recepción
Splatoon 3 recibió críticas "generalmente favorables" según el agregador de reseñas Metacritic.

### Ventas
El 12 de septiembre de 2022, Nintendo informó que Splatoon 3 vendió 3,45 millones de copias a nivel nacional en los primeros tres días de su lanzamiento, lo que lo convierte en el videojuego de venta más rápida de todos los tiempos en Japón, superando a Pokémon Black and White, el poseedor del récord anterior. Se observó que las acciones de Nintendo habían subido un 5,5% el martes siguiente al anuncio, el mayor salto desde diciembre de 2020.